# 김민하 (야구 선수)
김민하(金旼河, 1989년 2월 25일 ~ )는 전 KBO 리그 한화 이글스의 외야수 이다.

## 롯데 자이언츠시절
2014년 9월 6일 넥센전에서 손승락을 상대로 데뷔 첫 홈런을 기록했다.다음 날인 9월 7일에도 손승락을 상대로 솔로 홈런을 쳐 내며 이틀 연속 홈런을 기록했다.
이듬해 2015년 7월 2일 NC전에서 최금강이 던진 공에 왼쪽 손목을 맞아 부상을 당해 시즌 아웃됐다.

## 한화 이글스시절
2017년 시즌 후 롯데의 보류선수 명단에서 제외된 후 2017년 12월 중순에 입단 테스트를 받았다. 당초 타 팀에서 방출된 선수들에게 관심을 보이지 않았지만 대부분의 외야수들 중 좌타자들이 많고 우타 외야 자원이 상대적으로 부족한 상황에서 롯데에서 코치로 활동했던 장종훈의 추천으로 영입됐다. 2021년 10월에 방출됐다.

## 출신 학교
- 승학초등학교
- 부산대신중학교
- 경남고등학교
- 중앙대학교

## 통산 기록
| 연도 | 팀명  | 타율  | 경기 | 타수 | 득점 | 안타 | 2루타 | 3루타 | 홈런 | 루타 | 타점 | 도루 | 도실 | 볼넷 | 사구 | 삼진 | 병살 | 실책 |
| ---- | ----- | ----- | ---- | ---- | ---- | ---- | ----- | ----- | ---- | ---- | ---- | ---- | ---- | ---- | ---- | ---- | ---- | ---- |
| 2011 | 롯데  | 0.000 | 2    | 2    | 1    | 0    | 0     | 0     | 0    | 0    | 0    | 0    | 0    | 0    | 0    | 2    | 0    | 0    |
| 2014 | 롯데  | 0.266 | 55   | 94   | 23   | 25   | 8     | 0     | 2    | 39   | 7    | 3    | 1    | 2    | 1    | 34   | 0    | 1    |
| 2015 | 롯데  | 0.241 | 54   | 116  | 18   | 28   | 6     | 0     | 1    | 37   | 8    | 4    | 2    | 18   | 4    | 40   | 4    | 1    |
| 2016 | 롯데  | 0.200 | 46   | 45   | 8    | 9    | 1     | 0     | 1    | 13   | 1    | 4    | 0    | 1    | 1    | 19   | 2    | 1    |
| 2018 | 한화  | 0.216 | 59   | 97   | 13   | 21   | 4     | 0     | 3    | 34   | 17   | 5    | 5    | 5    | 3    | 30   | 6    | 0    |
| 2019 | 한화  | 0.256 | 72   | 125  | 14   | 32   | 6     | 0     | 2    | 44   | 14   | 5    | 2    | 9    | 3    | 41   | 4    | 2    |
| 2020 | 한화  | 0.284 | 36   | 74   | 10   | 21   | 6     | 0     | 1    | 30   | 11   | 0    | 0    | 8    | 2    | 16   | 2    | 2    |
| 2021 | 한화  | 0.209 | 46   | 115  | 14   | 24   | 4     | 1     | 1    | 33   | 17   | 6    | 3    | 17   | 8    | 36   | 3    | 3    |
| 통산 | 8시즌 | 0.240 | 370  | 668  | 101  | 160  | 35    | 1     | 11   | 230  | 75   | 27   | 13   | 60   | 22   | 218  | 21   | 10   |